# Joan Bustos i Prados
Joan Bustos i Prados   (Mataró, 1965) és llicenciat en Filologia Romànica i professor de secundària i ha impartit cursos de formació del professorat en escoles d'estiu. Ha publicat una dotzena de llibres de text i ha col·laborat amb Cavall Fort amb contes infantils, i és autor de dues novel·les per a nens i adolescents. També ha fet de jurat al premi de literatura infantil Vaixell de Vapor i al premi Gran Angular de literatura juvenil. Al desembre de 2015, amb l'obra Paraules de Júlia, va guanyar el 35è Premi Enric Valor de narrativa juvenil.

## Obra
- Música amagada. Barcanova 2011[7]
- Pa sucat amb somnis. Animallibres 2015[7]
- Paraules de Júlia,[8] Edicions del Bullent, 2016